# Batalla de Mourão (1477)
La batalla de Mourão fue el enfrentamiento que tuvo lugar el mayo o junio de 1477 en las proximidades de Mourão, provincia del Alentejo, Portugal, entre una fuerza portuguesa y otra castellana, partidaria de Isabel, en el ámbito de la guerra de sucesión castellana.
Los caballeros de la Orden de Santiago fueron desbaratados y puestos en huida. Así terminó la ofensiva castellana hacia Évora, la segunda ciudad portuguesa en población. 
Todas las plazas fuertes ocupadas por las tropas de los Reyes Católicos en Portugal fueron retomadas por las fuerzas del Príncipe Perfecto.

## Contexto
Durante la guerra de sucesión castellana, los Reyes Católicos se proclamaron Reyes de Portugal y trataron de nombrar castellanos para cargos portugueses, atribuyendo tierras portuguesas -algunas de las cuales, no estaban en su posesión- a vasallos castellanos. También prometieron donar tierras lusas a aquellos que las tomasen, procurando sobre todo incentivar su conquista por las grandes órdenes militares de Castilla: Santiago, Alcantara, Calatrava y S. Juan del Hospital que; en su conjunto, representaban 50 000 km² de territorio con 350 000 habitantes, de los cuales, 5 000 combatientes (y 250 000 ducados en rentas anuales).
Incluso se hicieron donaciones de territorios del imperio portugués.
También expidieron a las ciudades de Extremadura una circular con órdenes expresas para atacar Portugal. En total, fueron atacados veintiocho pueblos portugueses fronterizos, casi todos (veintitrés) en el Alentejo.

## Antecedentes

### ElPríncipe Perfectoreconquista Ouguela y Noudar
En 1475, las tropas castellanas del Maestre de la Orden de Alcántara, D. Francisco de Solís, se apoderaron de las villas de Noudar (tomada el 6 de junio por caballeros de Sevilla a la Orden de Avis de Portugal) y Ouguela (capturada a finales de junio por D. Gallyndo). 
Los Reyes Católicos hicieron donación de Ouguella a D. Francisco de Solís el 31 de julio, al mismo tiempo que enviaron una circular a las ciudades extremeñas de Coria, Badajoz, Trujillo, Cáceres y Albuquerque, informándolas de que habían ordenado al dicho Maestro Solís que … faga guerra a fuego e a sangre e todo o mal e daño que pudieren en el reyno de Portugal e a los vezinos e moradores de el, y que estaban obligadas a darle la ayuda necesaria con ...toda e cualquier gentes, de cavallo e de pie, e armas e petrechos e mantimentos. Las fuerzas de la Orden de Alcantara quedaban así encargadas de conquistar territorio portugués.
Al ser informado de que D. Martin Galyndo, el capitán de Ouguela, había salido de esta plaza con algunas tropas castellanas para saquear las poblaciones cercanas, el Príncipe Juan, al frente de tropas portuguesas con artillería, puso sitio a Ouguela. Las fuerzas castellanas se rindieron a partido y los portugueses ocuparon la plaza. 
D. Galyndo, informado del cerco y de la rendición de sus hombres, acudió en su auxilio. Entonces, se enfrentaron en duelo medieval los dos campeones de ambos bandos: el capitán de los castellanos, D. Gallyndo y el capitán portugués D. Juan Silva. El portugués vence y mata a su oponente en el campo, pero acaba muriendo algunos días después a causa de las heridas. Las fuerzas castellanas se retiraron y los portugueses mantuvieron Ouguela.
Noudar, que tenía un fuerte contingente militar castellano (50 caballeros, 15 espingarderos, 20 ballesteros , 10 lanceros , sin contar com los peones) será recuperada por el Príncipe Perfecto en mediados de 1477, gracias al suborno del Capitán de la guarnición, Martín de Sepúlveda, a quien concedió la merced de la villa de Buarces.

### ElPríncipe Perfectoreconquista Alegrete y Arronches

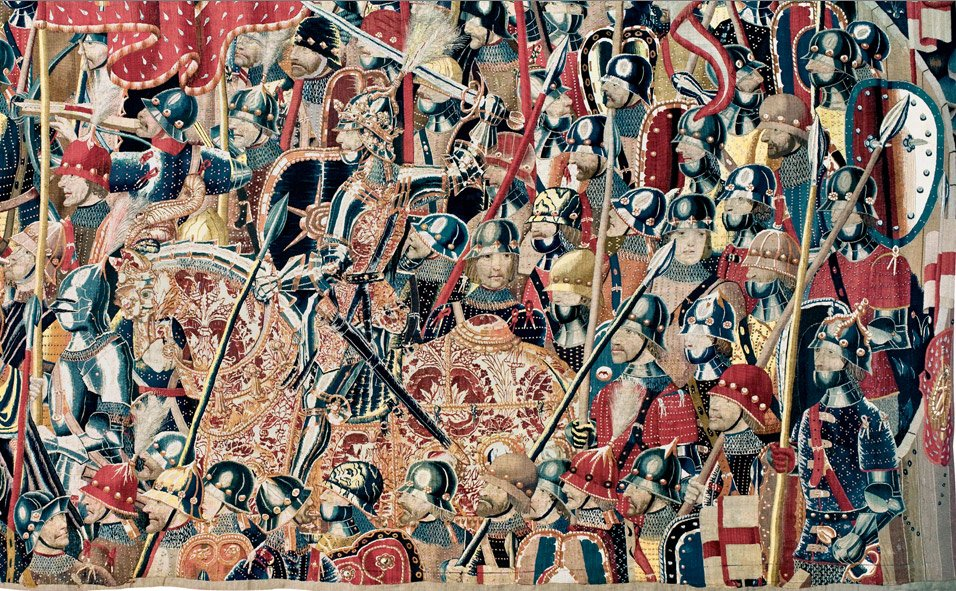
Las tapicerías de Pastraña: la toma de Arcila (1471), donde el Príncipe Juan fue armado caballero por el propio Rey Alfonso V, su padre, que conquistó 5 plazas en Marruecos.

En enero de 1476, aprovechando la ausencia de las tropas reales de Alfonso V y de su hirro, D. Juan, que estaban luchando en Castilla, donde librarían la indecisa batalla de Toro, las fuerzas castellanas al mando del Maestro y Clavero de la Orden de Alcántara, D. Alonso de Monroy, invadieron el bajo Alentejo y tomaron las plazas de Alegrete y Arronches. Los Reyes Católicos hicieron donación de las dos villas al Mariscal Alonso de Torre el 31 de enero de 1476. La guarnición castellana en Alegrete era muy numerosa y disponía de bastimentos para mucho tiempo.
En febrero de 1477, El Príncipe Juan al frente de fuerzas considerables puso cerco a la plaza fuerte de Alegrete, mientras el comandante castellano, D. Alonso de Monroy, pidió refuerzos a los Reyes Católicos, que en abril de 1477, expidieron órdenes en ese sentido, pero no fueron cumplidas.
Después de un cerco de dos meses en que ocurrieron muchos combates y muertos en ambas partes, las fuerzas castellanas se rinden a partido y entregan la plaza.
Desilusionado con Isabel y Fernando -que habían atribuido la maestría de la Orden Alcantarina a su rival, D. Juan de Stúñiga-, Alonso de Monroy (que había comandado las guarniciones castellanas de Alegrete y Arronches) se pone al servicio del Rey portugués, Alfonso V, que gana de esto modo un aliado de peso (1478).

## La ofensiva castellana
A pesar del fracaso de la Orden de Alcántara en conquistar y mantener alguna plaza o pedazo de territorio portugués, la guerra en Portugal también tuvo otro protagonista castellano: la poderosa Orden de Santiago, cuyo Maestre, Alonso de Cárdenas, recibió una carta de la Reina el 20 de junio de 1475 en la que Isabel lo mandaba invadir Portugal ... a fuego y a sangre ... desvastando y destruyendo qualesquier villas y logares, al mismo tiempo que le hacía donación de todas las plazas que viniese a conquistar, obligando a los oficiales fronterizos a prestarle ayuda logiística.
En finales de 1476, Alonso de Cárdenas hizo una entrada victoriosa en Portugal, donde penetro 75 km saqueando y robando mucho ganado sin encontrar ninguna oposición.
A mediados de 1477, inmediatamente después de la reconquista de Alegrete (en abril-mayo), Alonso de Cárdenas, al frente de un ejército formado por 2, 000 caballeros y varios peones invade Portugal por el Alentejo, teniendo Évora por objetivo, la segunda ciudad más poblada de Portugal.
Cuando el príncipe Juan fue informado de la invasión castellana y de que el ejército de D. Alonso de Cárdenas estaba acampado en la ribera del Degebe, no muy lejos de Évora, donde él mismo se encontraba, se dio cuenta de que sólo disponía de 300 caballeros bajo el mando de D. García de Menezes, Obispo de Évora, fuerzas manifiestamente inferiores a las del enemigo.

## La batalla

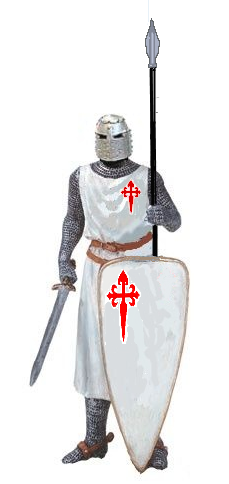
Caballero de la Orden de Santiago.

Mientras recorría las casas de la ciudad para reclutar más hombres -que buscaban evitarlo por conocer el poder del ejército enemigo-, el Príncipe concibió un estratagema de guerra:
Comenzó por mandar saludar e informar al Maestre de Santiago de su presencia en Évora, diciéndole que no sería necesario avanzar sobre la ciudad porque él mismo, al frente de sus fuerzas, iría al su encuentro para darle batalla; a lo que el maestre le respondió que no lo sabía en la ciudad, pero que sería más apropiado ir él al encuentro de su alteza que lo contrario, por lo que a la mañana siguiente estaría a las puertas de Évora.
Enseguida y después de la medianoche, el Príncipe envió una fuerza de 300 caballeros encabezados por D. García de Meneses, Obispo de Évora, con órdenes para cabalgar en movimiento constante durante toda la madrugada y de este modo dejar el suelo lleno de huellas, insinuando el paso de miles de hombres.
Antes del sol nacer, Alonso de Cardenas ordenó sus tropas y, por precaución, envió los peones y carros cargados con el producto del saque hecho en Portugal a Castilla, marchando enseguida con su ejército de 2,000 lanzas hacia Évora. Pero al deparar-se con el trillo de miles de caballos, próximo de Évora, los capitanes castellanos temieron caer en una emboscada entre las tropas del Príncipe en Évora y las tropas responsables por las marcas en el suelo, y decidieron retirarse inmediatamente a Castilla.
Al pasar junto a Mourão, los castellanos fueron interceptados por una fuerza portuguesa de 150 lanzas al mando de D. Diogo de Castro, que observando su retirada desordenada y precipitada, y siendo incentivado por Rui Casco, decidió atacar cuando el ejército castellano atravesaba una ribera.
El ataque portugués a la retaguardia del ejército castellano fue fulminante: tomadas por sorpresa, las tropas castellanas entraron en pánico y se desbandaron sin intentar una defensa. Más de 5% del ejército castellano fue capturado (por encima de 100 caballeros), sin contar con un número indeterminado de muertos.

## Consecuencias
- La derrota de los caballeros de la Orden de Santiago en Mourão puso fin a la ofensiva castellana.
- Desde entonces, no hubo nuevas invasiones de Portugal, solamente incursiones fronterizas de ambos lados.
- El Príncipe Juan concedió una renta de cincuenta mil reales a Rui Casco por su consejo a D. Diogo de Castro para atacar.

## Moura, el último baluarte isabelino en Portugal
El año siguiente al de la batalla de Mourao, el alcalde de Moura, D. Lopo Vaz de Castel-Branco, se rebeló contra el Rey Alfonso V y, reconociendo a los Reyes Católicos como Reyes de Portugal, abrió las portas de esta plaza a las tropas castellanas de Alonso de Cardenas (el 30 de abril de 1478). D. Lopo entregó al maestro de Santiago como rehenes a su esposa e hijos. El Rey D. Fernando decidió aprovechar esta oportunidad ordenando el 30 de mayo el reclutamiento de todos los hombres de Andalucía con las edades comprendidas entre los 20 y los 60 años,  a fin de se poner a la cabeza de un ejército que invadiría Portugal.
El Príncipe Perfecto envió entonces 3 hombres de su confianza a Moura, los cuales se presentaron al alcalde como fugitivos de la justicia del Príncipe. Enseguida, se tornaron sus amigos y lo mataron, permitiendo que el Príncipe Juan, al frente de sus tropas, entrase y se apoderase través de un golpe de mano de la fortaleza y la plaza de Moura (1478). La guarnición de la plaza incluía a 200 caballeros castellanos de Alonso de Cárdenas, maestre de Santiago.
Poseer plazas en territorio enemigo se revelaría muy importante en la mesa de las conversaciones. De esto modo, durante las negociaciones de Alcáçovas (verano de 1479), mientras Portugal mantenía algunos territorios en Castilla (Tuy, Mérida, Medellín, Montánchez, Ferrara y Azagala), los Reyes Católicos habían perdido todas las plazas que detenían en Portugal.